# Géza Róheim
Géza Róheim oder (im internationalen Schrifttum auch) Geza Roheim (* 12. September 1891 in Budapest, Österreich-Ungarn; † 7. Juni 1953 in New York City) war ein ungarisch-amerikanischer Psychoanalytiker und Autor. Er unternahm als erster Psychoanalytiker eigene ethnologische Feldforschungen und entwickelte später eine allgemeine Kulturtheorie. Er gilt als einer der Vorläufer der Ethnopsychoanalyse.

## Leben
Géza Róheim stammte aus einer wohlhabenden Kaufmannsfamilie. Er studierte Geographie und Anthropologie an den Universitäten Leipzig, Berlin und schließlich Budapest, wo er 1914 promoviert wurde. Seine Lehranalyse machte Róheim bei Sándor Ferenczi. In der Zeit der ungarischen Rätepublik wurde er 1919 der erste Professor für Anthropologie an der Universität von Budapest und Mitglied der lokalen psychoanalytischen Gesellschaft.
Nachdem der polnisch-britische Ethnologe Bronisław Malinowski auf der Basis seiner Arbeiten über die Trobriander die Psychoanalyse kritisiert und die Universalität des Ödipuskomplexes in Frage gestellt hatte, schlug Freud Róheim vor, diese Kritik zu überprüfen. Von 1928 bis 1931 unternahm Róheim mit finanzieller Unterstützung Marie Bonapartes vier ethnologische Expeditionen. Deren Ertrag veröffentlichte er 1932 in einem buchformatigen Artikel Die Psychoanalyse primitiver Kulturen. Wilhelm Reich, der 1931 in der Studie Der Einbruch der Sexualmoral Malinowskis These bekräftigt hatte, begrüßte die Ergebnisse von Róheims Expeditionen, weil sie – gegen Róheims Intentionen und dessen theoretische Grundposition – seine, Reichs, Theorie auf eine breitere empirische Basis stellten. Anders als Roheim hielt Reich in Anlehnung an Malinowski den Ödipuskomplex nicht für eine biologische Tatsache, sondern für einen Ausdruck spezifischer gesellschaftlicher bzw. patriarchalischer Verhältnisse.
Róheim emigrierte nach der Machtübergabe an die Nationalsozialisten im Deutschen Reich in die USA. Im Worcester State Hospital arbeitete er mit Schizophrenen und forschte weiterhin zur psychoanalytischen Anthropologie. Róheim starb bald nach seiner Frau Llionka, Raphael Patai hielt auf seinen Wunsch hin die Grabrede.

## Schriften (Auswahl)
- Spiegelzauber, Internationaler Psychoanalytischer Verlag, Wien 1919.
- Das Selbst. In: Imago, Band 7, 1921, S. 1–39, 142–179, 310–348, 453–504
- Heiliges Geld in Melanesien. In: Internationale Zeitschrift für Psychoanalyse. Band 9, 1923, S. 384–401.
- Australian Totemism. A Psycho-analytic Study in Anthropology. George Allen & Unwin, London 1925.
- Social Anthropology. A Psycho-analytic Study of Anthropology and a History of Australian Totemism. Boni u. Liveright, New York 1926.
- Mondmythologie und Mondreligion. Eine psychoanalytische Studie. Internationaler Psychoanalytischer Verlag, Wien 1927
- Animism, Magic and the Divine King. Kegan Paul, Trench u. Trubner&Co., London 1930.
- Psychoanalysis of Primitive Culture Types. In: International Journal of Psycho-Analysis. Band 13, 1932, S. 1–224.
  - Die Psychoanalyse primitiver Kulturen. In: Imago. Band 18, 1932, S. 269–563.
- The Riddle of the Sphinx. Or, Human Origins. Hogarth Press, London 1943.
- The Origin and Function of Culture (=Nervous and Mental Disease Monographs, Nr. 69), New York 1943.
- The Eternal Ones of the Dream. A Psychoanalytic Interpretation of Australian Myth and Ritual. International Universities Press, New York 1945.
- Psychoanalysis and Anthropology. Culture, Personality and the Unconscious. International Universities Press, New York 1950. 2. Aufl. 1968.
  - Psychoanalyse und Anthropologie. Drei Studien über die Kultur und das Unbewußte. Suhrkamp, Frankfurt/M. 1977.
- The Gates of the Dream. International Universities Press, New York 1952.

## Herausgeber (zum Teil mit Werner Muensterberger)
- Psychoanalysis and the Social Sciences. An Annual. International Universities Press, New York Band 1, 1947. Band 2, 1950. Band 3, 1951. Band 4, 1955. Band 5, 1958. Die Reihe wurde fortgeführt unter dem Titel
- The Psychoanalytic Study of Society. International Universities Press, New York. Werner Muenstenberger et al. (Hrsg.). Band 1, Band 2, 1962 Band 3.